# Grupul de Manevră, 1919
Grupul de Manevră a fost o mare unitate de cavalerie și infanterie, de nivel tactic, din Armata României, care a participat la Bătălia de pe Tisa din perioada  20-26 iulie (1919), fiind formată din trei divizii Divizia a 2-a de cavalerie, Divizia 1 de infanterie și Divizia a 6-a de infanterie. Comanda grupului a fost încredințată generalului Moșoiu. 

## Compunerea de luptă
În perioada Bătăliei de pe Tisa din 1919, Grupul a avut următoarea compunere de luptă::p. 333
- Grupul de Manevră

- Divizia a 2-a de cavalerie - comandant: general Davidoglu

- Regimentul 4. roș. - maior:  Maior Chiciu Gh.
- Regimentul 5. roș. - locotenent: colonel  Andronescu Gh.
- Regimentul 10 roș. - locotenent: colonel  Pascu

- Divizia 1 de infanterie  - generalul Obogeanu 
- Divizia a 6-a de infanterie - general Olteanu Marcel 

## Participarea la operații

### Campania anului 1919
În cadrul acțiunilor militare postbelice, Grupul de Manevră a participat la Operația ofensivă a Armatei României la vest de Tisa (1919). 

## Comandanți
- General Moșoiu Traian